# Université Lovanium
Uniwersytet Lovanium (francuski: Université Lovanium) był katolickim uniwersytetem jezuickim w Kinszasie w Kongu Belgijskim. Uniwersytet został założony w 1954 roku na płaskowyżu Kimwenza, niedaleko Kinszasy. Uniwersytet działał po uzyskaniu niepodległości, dopóki nie został połączony z innymi uniwersytetami na początku lat siedemdziesiątych. Można go uznać za poprzednika Uniwersytetu w Kinszasie.

## Początki
Przed założeniem Lovanium, Katolicki Uniwersytet w Louvain prowadził już wiele instytutów szkolnictwa wyższego w Kongu Belgijskim. Fomulac (Fondation médicale de l'université de Louvain au Congo), został założony w 1926 roku w celu utworzenia kongijskiego personelu medycznego i badaczy specjalizujących się w medycynie tropikalnej. W 1932 roku Katolicki Uniwersytet w Louvain założył w Kisantu Cadulac (Centers agronomiques de l'université de Louvain au Congo). Cadulac specjalizował się w naukach rolniczych i stanowił podstawę tego, co później stało się Uniwersytetem Lovanium.

## Historia
Uniwersytet został założony w 1954 roku na płaskowyżu Kimwenza, niedaleko Leopoldville (obecnie Kinszasa). Lovanium został założon przez Katolicki Uniwersytet Leuven w Belgii i została nazwana jej imieniem (Lovanium po łacinie to Leuven). Kiedy został otwarty, uniwersytet otrzymał duże dotacje od rządu kolonialnego, a także od Ford Foundation, Rockefeller Foundation i United States Agency for International Development. Został uznany za najlepszy uniwersytet w Afryce. Oficjalne otwarcie uniwersytetu odbyło się w 1954 roku Pierwsi studenci ukończyli Lovanium w 1958 roku.
Pierwszy afrykański reaktor jądrowy, TRIGA I, został stworzony w Lovanium w 1958 r., we współpracy z programem Atoms for Peace USA.
W sierpniu 1971 roku uniwersytet połączył się z dwoma innymi uniwersytetami w Kongo, tworząc federalny Narodowy Uniwersytet Zairu (Université Nationale du Zaïre, UNAZA). W latach 1980–1991 uniwersytety zostały ponownie podzielone na trzy instytucje: Uniwersytet w Kinszasie, Uniwersytet Kisangani i Uniwersytet w Lubumbashi.

## Zasłużeni absolwenci
- Valentin Y. Mudimbe
- Clémentine Nzuji
- Étienne Tshisekedi
- Simon Mbatshi Batshia
- Pius Ngandu Nkashama
- Albert Ndele
- Barthélémy Bisengimana
- Jacques Depelchin
- Jean-Jacques Muyembe-Tamfum

## Zasłużeni wykładowcy
- Marcel Lihau
- Sophie Kanza